# Erigeron sparsiflorus
Erigeron sparsiflorus là một loài thực vật có hoa trong họ Cúc. Loài này được Eastw. mô tả khoa học đầu tiên.